# Ephedranthus amazonicus
Ephedranthus amazonicus R.E.Fr. – gatunek rośliny z rodziny flaszowcowatych (Annonaceae Juss.). Występuje naturalnie w Boliwii, Peru, Kolumbii, Wenezueli oraz Brazylii (w stanach Acre i Amazonas). 

## Morfologia
PokrójZimozielone drzewo dorastające do 9–28 m wysokości.
LiścieMają podłużny kształt. Mierzą 10–14 cm długości oraz 3,5–5 cm szerokości. Nasada liścia jest rozwarta. Blaszka liściowa jest o spiczastym wierzchołku. Ogonek liściowy jest nagi i dorasta do 5–7 mm długości.
KwiatySą dwupienne, pojedyncze, rozwijają się w kątach pędów. Działki kielicha mają owalny kształt i dorastają do 2–4 mm długości. Płatki mają owalny kształt i osiągają do 9–11 mm długości.
OwocePojedyncze. Mają elipsoidalny kształt. Osiągają 10 mm długości.